# Euriphene leonis
Euriphene leonis är en fjärilsart som beskrevs av Aurivillius. Euriphene leonis ingår i släktet Euriphene och familjen praktfjärilar. Inga underarter finns listade i Catalogue of Life.